# Емельянов, Борис Владимирович
Бори́с Влади́мирович Емелья́нов (род. 8 июня 1935, Челябинск) — советский и российский историк философии, доктор философских наук (1989), профессор (1991), заслуженный профессор ИФиП УрО РАН (2005), почётный профессор УрГУ и НижГУ (2005). Заслуженный деятель науки Российской Федерации (1995).

## Биография
Родился 8 июня 1935 года в Челябинске.
С 1962 по 1967 годы проходил обучение на философском факультете Ленинградского государственного университета. С 1967 по 1971 годы работал преподавателем на кафедре философии Челябинского института механизации и электрификации сельского хозяйства.
С 1971 начал свою педагогическую деятельность в Уральском государственном университете: с 1971 по 1976 годы — старший преподаватель и доцент, с 1990 года — профессор кафедры отечественной философии и кафедры истории философии и образования, с 1997 по 1999 годы — заведующий кафедрой культурологии философского факультета. С 1976 по 1991 годы — заместитель директора Института повышения квалификации преподавателей общественных наук Уральского государственного университета. С 1991 по 1994 годы работал в должности — заведующего отделом русской философии, с 1994 по 2001 годы — директор Научно-исследовательского института русской культуры, с 2001 по 2005 годы — директор Межрегионального института общественных наук при Уральском государственном университете.
В 1970 году защитил диссертацию на соискание учёной степени — кандидат философских наук по теме: «Источниковедение истории русской философии второй четверти XIX века», в 1989 году защитил диссертацию на соискание учёной степени — доктор философских наук по теме: «Русская философия первой половины XIX века: проблемы источниковедения истории философии». В 1991 году Б. В. Емельянову было присвоено учёное звание — профессора, в 2005 году — заслуженный профессор ИФиП УрО РАН и почётный профессор УрГУ и НижГУ.
Помимо основной деятельности Б. В. Емельянов занимался и общественно-научной работой: с 1992 по 2004 годы был учёным секретарём Конкурсного центра Министерства образования Российской Федерации, членом диссертационного совета УрГУ. Б. В. Емельянов был одним из организаторов и руководителей Уральского толстовского философского общества и Уральского общества ревнителей русской философии, членом редакционной коллегии, редактором и консультантом журналов: «Философские науки», «Историко-философские исследования», «Учёные записки Уральского университета» и «Ежегодника НИИ русской культуры». Б. В. Емельянов состоял академиком — Международной академии наук высшей школы, Российской академии естественных наук, Международной академии дискурс-исследований и Академии гуманитарных наук.
Б. В. Емельянов - автор свыше шестисот научных работ и около тридцати монографий, под его руководством было защищено более шестидесяти докторских и кандидатских диссертаций.
21 июня 1995 года Указом Президента России «за заслуги в научной деятельности» Борис Владимирович Емельянов был удостоен почётного звания — Заслуженный деятель науки Российской Федерации

## Награды и звания
- Заслуженный деятель науки Российской Федерации (1995[4])
- Премия УрГУ (1991, 2005)

## Основные публикации
- Емельянов Б.В. Методологические проблемы источниковедения истории философии // Проблемы методологии историко-философского исследования. М., 1974. Вып. 2.
- Емельянов Б.В., Любутин К.Н. Введение в историю философии: [учеб. пособие для студентов ун-тов]. М.: Высш. шк., 1987. 160 с.
- Емельянов Б.В. Революционный демократизм Н.А. Добролюбова. Философское наследие Н.А. Добролюбова в оценке русской и советской историографии // Творческое наследие Н.А. Добролюбова. М., 1988.
- А.И. Введенский, А.Ф. Лосев, Э.Л. Радлов, Г.Г. Шпет: Очерки истории / сост., вступит. ст., примеч. Б.В. Емельянова, К.Н. Любутина. Свердловск: Изд-во Урал. ун-та, 1991. 592 с.
- Вехи: сб. ст. о русской интеллигенции / предисл. и примеч. Б.В. Емельянова, К.Н. Любутина. Свердловск: Изд-во Урал. ун-та, 1991. 240 с.
- Емельянов Б.В., Любутин К.Н. Введение в историю философии: учеб. пособие для вузов и колледжей. Нижневартовск: Изд-во Нижневарт. пед. ин-та, 1994. 139 с
- Емельянов Б.В. Этюды о русской философии. Екатеринбург: Изд-во Урал. ун-та, 1995. 264 с.
- Емельянов Б.В., Новиков А.И. Русская философия серебряного века: курс лекций. Екатеринбург: Изд-во Урал. ун-та, 1995. 283 с.
- Емельянов Б.В., Куликов В.В. Русские мыслители второй половины XIX – начала XX века: опыт краткого биобиблиогр. слов. Екатеринбург: Изд-во Урал. ун-та, 1996. 383 с.
- Философия самоопределения: [монография] / Гос. комитет Рос. Федерации по высшему образованию, Рос. филос. об-во, Оренбург. гос. ун-т; [редкол.: В.А. Андрусенко (отв. ред.) Б.В. Емельянов, К.Н. Любутин, Ю.Ш. Стрелец]. Оренбург: Оренбург. гос. ун-т, 1996. 212 с.
- Емельянов Б.В., Петрунина Т.А. Очерки педагогической антропологии в России. Екатеринбург: Центр Проблем Детства, 1997. 124 с.
- Русская ницшеана: библиография исследования: прилож. к материалам II Всерос. науч. заоч. конф., посвящ. 100-летию со дня смерти Ф. Ницше / сост. и предисл. Б.В. Емельянова. Екатеринбург: Изд-во Урал. ун-та, 2000. 82 с.
- Емельянов Б.В. Очерки русской философии XX века. Екатеринбург: Изд-во Урал. ун-та, 2001. 339 с.
- Философия ненасилия Л. Н. Толстого: точки зрения: коллектив. моногр. / А.А. Гусейнов, Б.В. Емельянов, М.Л. Клюзова [и др.]; редкол.: А.А. Гусейнов, Б.В. Емельянов. Екатеринбург: Изд-во Урал. ун-та, 2002. 247 с. (Толерантность: точки зрения).
- Емельянов Б.В. Борис Чичерин: Интеллектуальная биография и политическая философия. Екатеринбург: Изд-во Урал. ун-та, 2003. 108 с.
- Емельянов Б.В. Три века русской философии. Русская философия XX века: учеб. пособие. Екатеринбург: Изд-во Урал. ун-та, 2003. 692 с.
- Емельянов Б.В., Кемеров В.Е., Коновалова Н.П. Восток и Запад: динамика диалога. Екатеринбург: Изд-во Урал. ун-та, 2003. 225 с.
- Емельянов Б.В., Жукоцкий В.Д., Фурман Ф.П. Народничество: русский путь: лекции по спецкурсу. Екатеринбург; Нижневартовск: Изд-во Урал. ун-та, 2004. 336 с.
- Емельянов Б.В., Муравицкая Т.А. Педагогическая антропология: российский опыт. Екатеринбург: Изд-во Урал. ун-та, 2004. 200 с.
- Емельянов Б.В., Петрович Г.П. Петр Энгельмейер: философия техники и творчества. Екатеринбург: Изд-во Урал. ун-та, 2004. 168 с.
- «Железный век» русской мысли. Памяти репрессированных / сост. Б.В. Емельянов. Екатеринбург: Изд-во Урал. ун-та, 2004. 96 с.
- Емельянов Б.В. О русских философах, хороших и разных: историко-философские очерки. Екатеринбург: [АТгрупп], 2005. 288 с.
- Емельянов Б.В. Русская философия права. История становления и развития. Екатеринбург: Изд-во Урал. ун-та, 2005. 148 с.
- Емельянов Б.В., Любутин К.Н., Русаков В.М., Саранчин Ю.К. История русской философии: учеб. пособие для вузов. М.: Акад. Проект: Деловая книга, 2005. 736 с. (Gaudeamus).
- Емельянов Б.В., Орехов С.И. Грани русской философии: поиски смыслов. Екатеринбург: Изд-во Урал. ун-та, 2005. 186 с.
- Емельянов Б.В. Русский космизм: основные направления: [учеб. пособие по спецкурсу для студ. по направлению 030100 «Философия»]. Екатеринбург: Изд-во Урал. ун-та, 2006. 220 с.
- Емельянов Б.В. Избранные страницы русской философии. Статьи. Персоналии. Выступления. Письма. Екатеринбург: Изд-во Урал. ун-та, 2007. 242 с.
- Емельянов Б.В. История отечественной философии. XX век: учеб. комплект для студ. филос. фак-та очной, заочной и дистантной форм обучения. Екатеринбург: Изд-во Урал. ун-та, 2008. 334 с.
- Банных С.Г., Емельянов Б.В., Миронов М.П. Геософия русской мысли: историкофилос. очерки. Екатеринбург: Изд-во Урал. ин-та гос. противопожарной службы МЧС России, 2009. 156 с.
- Емельянов Б.В., Куликов В.В. Русские религиозные мыслители XIX–XX вв.: биобиблиогр. слов.: препринт. Екатеринбург: [б. и.], 2009. 368 с.
- Емельянов Б.В. Русская философия в портретах. Екатеринбург: Изд-во Урал. ун-та, 2010. 510 с.
- Емельянов Б.В. Политические судьбы русской философии: учеб. пособие для магистрантов, обучающихся по направлению «Философия». Екатеринбург: Изд-во Урал. ун-та, 2011. 124 с.
- Емельянов Б.В., Куликов В.В. Иконография русской мысли. Нижневартовск: Изд-во Нижневарт. гос. ун-та, 2013. 242 с.
- Емельянов Б.В. Персонология русской мысли: словарь. Нижневартовск: Изд-во Нижневарт. гос. ун-та, 2014. 392 с.
- Емельянов Б.В. Русская философия как человековедение: избранное. Екатеринбург: Изд-во Урал. ун-та, 2014. 320 с.
- Емельянов Б.В., Ионайтис О.Б. История отечественной философии XI–XX веков: учеб. пособие. Екатеринбург: Изд-во Урал. ун-та, 2015. 830 с[5].